# 아지마촌
아지마촌(味間村)은 효고현 다키군에 있던 촌이다. 현재의 단바사사야마시의 서부, 사사야마강 좌안, 후쿠치야마선 사사야마구치역 및 마이즈루 와카사 자동차도・단난사사야마구치 나들목에 해당한다.